# Eubordeta discus
Eubordeta discus là một loài bướm đêm trong họ Geometridae.